# Thomas Kalmaku
Thomas "Tom" Kalmaku es un personaje ficticio, un personaje secundario asociado con Linterna Verde en los cómics publicados por DC Comics. Fue creado por el escritor John Broome y el dibujante Gil Kane.

## Biografía
Thomas Kalmaku se introdujo en Green Lantern vol. 2, # 2 (octubre de 1960) como un joven mecánico Inuk en Aviones Ferris, también empleador del piloto de pruebas Hal Jordan. En la Edad de Plata se le conocía como Pieface; sin embargo, no se ha utilizado durante algún tiempo. Como lo describió un periodista:

...El mecánico de Hal Jordan era un inuit llamado "Pieface", y a pesar de las especulaciones de los fanáticos, eso no proviene del helado Eskimo Pie, que no se menciona en los primeros cómics, sino de un término existente para 'una persona con una cara redonda y una expresión... en blanco', según la edición de 1960 de The Dictionary of American Slang. Sin embargo, Thomas Kalmaku, como se le llamaba formalmente, era el mejor amigo inteligente, capaz y siempre representado con respeto de Jordan, y finalmente se convirtió en un ejecutivo de negocios y más. Como interpretado por Taika Waititi en la película de [2011, Linterna Verde], él es un ingeniero aeroespacial.

En sus primeras apariciones, Kalmaku tenía una novia llamada Terga. Más tarde se casaron, pero desde entonces se han separado.
Kalmaku era una de las pocas personas que conocía el secreto de Jordan y llevaba un diario de las aventuras de Green Lantern, que luego publicó como una biografía de Jordan. En varias historias, como un compañero sin disfraz, ayudó al héroe o requirió ser rescatado.
Durante el cruce del Millennium, Kalmaku se revela como uno de los "Elegidos" que forman los Nuevos Guardianes. Tiene el superpoder de sacar lo mejor de las personas. Reside con el equipo durante algún tiempo en una pequeña isla. Cuando Guy Gardner aparece en un barco para hacerse cargo del equipo, Tom intenta calmar la situación, ya que él y el equipo solo desean ayudar a Guy con sus obvios problemas de ira. La situación degenera y Guy es sacado a la fuerza de la isla por el poder de Gloss. Más tarde, Tom deja el equipo para estar con su familia.
La novela gráfica Legacy: The Last Will and Testament of Hal Jordan se centra en Kalmaku y su inmensa dificultad para lidiar con las secuelas del alboroto y los asesinatos de Jordan. En él, emprende una misión final en nombre de Jordan, finalmente reconstruye el planeta Oa y la Gran Batería, y repara su relación con su hijo, hija y esposa.
Más tarde se revela que está a punto de convertirse en un socio igualitario en la compañía de aviones de Carol Ferris. También se menciona que los Guardianes del Universo le ofrecieron a Kalmaku un Anillo de Poder, pero que él lo rechazó con un simple "No". Originalmente se había revelado en Legacy que Kalmaku fue la elección de Jordan para ser su reemplazo.
Kalmaku apareció brevemente en la historia de Green Lantern: Secret Origin, que reelaboró algunas de las partes anteriores del mito de Green Lantern. En este nuevo origen, a Kalmaku le disgustaba mucho que un piloto arrogante lo llamara "Pieface", y fue defendido por Jordan, que acababa de unirse a Aviones Ferris.

## Otras versiones

### DC: la nueva frontera
Tom hace una aparición breve en la miniserie de Darwin Cooke DC: la nueva frontera (2003-2004), que es un conjunto de historia universo alternativo en la década de 1950. Aquí, Thomas se opone airadamente al nombre Pieface cuando Hal Jordan lo usa por primera vez, pero rápidamente lo perdona cuando se da cuenta de que no hubo malas intenciones (Jordan acababa de escuchar a otros pilotos usando el apodo).

### Flashpoint
En la línea de tiempo alternativa del evento Flashpoint, Thomas Kalmaku sigue siendo el ayudante de Hal Jordan. Mientras inspeccionaban la aeronave superviviente de un alienígena de Abin Sur, Tom y Hector Hammond estudian la tecnología de la nave espacial como un avión furtivo. Después de la muerte de Hal, Tom le da a Carol Ferris un regalo de Hal diciendo que siempre la amó.

## En otros medios

### Televisión
- Un personaje similar llamado Kairo apareció en The Superman / Aquaman Hour of Adventure con la voz de Paul Frees.[8] Al igual que Tom, Kairo conocía la identidad secreta de Green Lantern y, como Tom, Kairo era un mecánico.
- Tom Kalmaku aparece en el episodio de Young Justice, "Depths" con la voz de Kevin Michael Richardson.

### Película
- Taika Waititi interpreta a Tom Kalmaku en la película de acción real, Linterna Verde (2011).[9] Tom es un ingeniero aeroespacial que trabaja en Aviones Ferris, además de ser el mejor amigo de Hal Jordan, y la primera persona a la que Hal recurre después de recibir su anillo de poder.
- Tom Kalmaku hace un breve cameo en Justice League: The New Frontier.